# 4835 Asaeus
A 4835 Asaeus (ideiglenes jelöléssel (4835) 1989 BQ) egy kisbolygó a Naprendszerben. Iwamoto Masayuki és Furuta Toshimasa fedezte fel 1989. január 29-én.